# Éric Blondel (philosophe)
Pour les articles homonymes, voir Éric Blondel et Blondel.
Éric Blondel, né le 29 juillet 1942, est un philosophe et traducteur français. Ancien élève de l'École normale supérieure, il est agrégé de philosophie, docteur d'État ès lettres et professeur des universités. Il est professeur émérite à l'université Paris-I-Panthéon-Sorbonne

## Biographie
Éric Blondel est traducteur et spécialiste de l'œuvre de Friedrich Nietzsche, il est membre du comité scientifique des Nietzsche-Studien, (Internationales Jahrbuch für die Nietzsche-Forschung, Berlin / New-York, Walter de Gruyter) et du GIRN (Groupe international de recherches sur Nietzsche)
Parallèlement, les recherches d'Éric Blondel portent sur la philosophie morale, les rapports entre philosophie et musique ou encore la théorie littéraire.

## Publications
- Nietzsche, le « cinquième Évangile », Paris, Les Bergers et les Mages, 1980.
- Nietzsche, le corps et la culture: la philosophie comme généalogie philologique, Paris, PUF, 1986, rééd. Paris, L'Harmattan, 2006 ; trad. anglaise : Nietzsche. The Body and Culture, transl. by Sean Hand, Stanford University Press/Athlone Press, Stanford/London, 1991.
- Le Risible et le Dérisoire, Paris, PUF, « Perspectives critiques », 1988.
- L'Amour, Introduction, anthologie, vade-mecum, bibliographie, Paris, GF-Flammarion, 1998.
- La Morale, Introduction, anthologie, vade-mecum, bibliographie, Paris, GF-Flammarion, 1999.
- Jean-Jacques Rousseau, Paris, Ellipses, « Philo-Philosophes », 2000.
- Le Problème moral, Paris, PUF, « Les grandes questions de la philosophie » (coll. dir. Francis Wolff), 2000.

### Traductions

#### Friedrich Nietzsche
- Friedrich Nietzsche, Ecce homo, Nietzsche contre Wagner, traduction, introduction, notes et index, Paris, GF-Flammarion, 1992.
- Friedrich Nietzsche, L'Antéchrist, traduction, introduction, notes et index, Paris, GF-Flammarion, 1994.
- Friedrich Nietzsche, Généalogie de la morale, traduction et notes (en collaboration), Paris, GF-Flammarion, 1996.
- Friedrich Nietzsche, Crépuscule des idoles, traduction intégrale, analyse, glossaire, chronologie, Paris, Hatier, « Classiques Hatier de la philosophie », 2001 ; réédition Hatier, « Classiques & Cie », 2007.
- Friedrich Nietzsche, Le Cas Wagner, présentation et traduction, Paris, GF-Flammarion, 2005.
- Friedrich Nietzsche, Aurore, traduction (en collaboration), présentation et notes, Paris, GF-Flammarion, 2012.
- Friedrich Nietzsche, Humain, trop humain II,  traduction (en collaboration), présentation et notes, GF-Flammarion, 2019

#### Autres
- Theodor W. Adorno, Trois études sur Hegel, traduction (en collaboration), Paris, Payot, 1978.
- John Blacking, Le sens musical, traduction (en collaboration), Paris, Éditions de Minuit, « Le sens commun », 1980.
- Wolfgang Schivelbusch, Histoire des stimulants, traduction (en collaboration), Paris, Le Promeneur-Gallimard, 1992.
- Georg Wilhelm Friedrich Hegel, La Raison dans l'histoire, trad. J.-P. Frick, édition révisée et complétée par Éric Blondel, Paris, Hatier Classiques « Hatier de la philosophie », 2000.
- Emmanuel Kant, Pour la paix perpétuelle, trad. Éric Blondel (et al.), Paris, Hatier, « Classiques Hatier de la philosophie », 2001.